# Daydream (album av The Lovin' Spoonful)
Daydream, amerikanska gruppen Lovin' Spoonfuls andra album, utgivet i maj 1966.

## Låtlista
Alla låtar är skrivna av John Sebastian om inget annat anges.
1. Daydream - 2.21
2. There She Is - 1.58
3. It's Not Time Now (John Sebastian/Zal Yanovsky) - 2.49
4. Warm Baby - 2.03
5. Day Blues (Joe Butler/John Sebastian) – 3:15
6. Let The Boy Rock And Roll (Joe Butler/John Sebastian) – 2:34
7. Jug Band Music – 2:53
8. Didn't Want to Have To Do It – 2:39
9. You Didn't Have To Be So Nice (Steve Boone/John Sebastian) – 2:29
10. Bald Headed Lena (Edward Sneed/Willy Porryman) – 2:25
11. Butchie's Tune (Steve Boone, John Sebastian) – 2:37
12. Big Noise From Speonk (Steve Boone/Joe Butler/John Sebastian/Zal Yanovsky) – 2:21
13. Fishin' Blues (traditional) – 2:32
14. Didn't Want to Have To Do It – 2:49
15. Jug Band Music – 2:54
16. Daydream – 3:19
17. Night Owl Blues (Steve Boone/Joe Butler/John Sebastian/Zal Yanovsky) – 4:40

Fotnot: 12-17 är bonusspår från den remastrade CD-utgåvan från 2002